# Hydrolagus waitei
Hydrolagus waitei is een vis uit de familie kortneusdraakvissen. De vis komt voor in de Indische Oceaan met name de openwateren rond Australië. 